# Xã French Lick, Quận Orange, Indiana
Xã French Lick (tiếng Anh: French Lick Township) là một xã thuộc quận Orange, tiểu bang Indiana, Hoa Kỳ. Năm 2010, dân số của xã này là 4.699 người.